# 2013年世界青年日
第28屆世界青年日，簡稱2013里約世青（葡萄牙語：JMJ Rio 2013），於2013年7月23日－7月28日在巴西里約熱內盧舉行。該屆世界青年日是第14次國際級慶典，主題為「去使萬民成為門徒」。

## 簡介

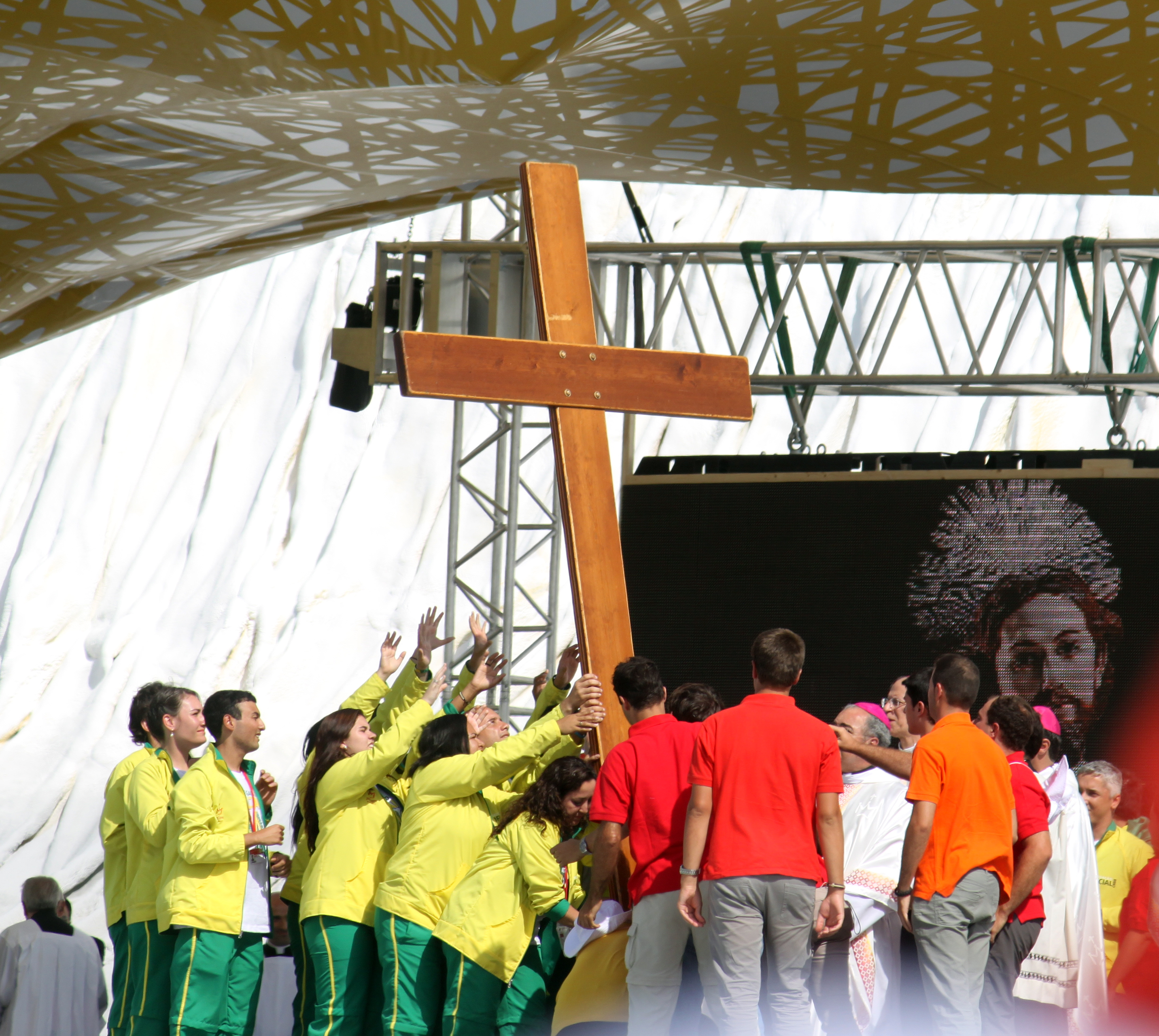
里約熱內盧的教區代表在2011年世界青年日的閉幕彌撒上，從該屆地主馬德里的代表手中接下世青十字架。

教宗本篤十六世在2007年訪問巴西時，於5月10日在聖保羅的帕卡恩布體育場（Estádio do Pacaembu）與青年會面時，巴西國家主教團（Conferência Nacional dos Bispos do Brasil）青年部門的負責人唐·愛德華多·皮涅羅主教（Dom Eduardo Pinheiro）提出世界青年日在巴西舉辦的構想。至2011年於西班牙馬德里舉行的第26屆世界青年日，本篤十六世在閉幕彌撒上宣佈下次世青國際級慶典於里約熱內盧舉辦，作為世青象徵的世青十字架也同時交接給里約熱內盧的代表。這是世青第二次在南美洲與拉丁美洲國家舉行，第一次為1987年在阿根廷布宜诺斯艾利斯舉行的第2屆世界青年日。
2011年8月24日，本篤十六世宣布第28屆世界青年日的主題為「去使萬民成為門徒」，取自《瑪竇福音》第28章19節。2012年2月9日，里約世青的主辦單位也正式發表該屆世青的識別標誌。

## 外部連結
- 2013年世界青年日官方網站（葡萄牙文）（英文）（西班牙文）（法文）（意大利文）